# 1860-ті

## Події
- 1861–64 — діяльність таємного революційного товариства «Земля і воля».
- 1861–65 — Громадянська війна в США.
- 1861–65 — селянські виступи в Росії і Україні проти грабіжницьких умов реформи 1861 року.
- 1860-1870 — реформи адміністративно-політичного управління у підросійській Україні.

## Померли
*1861 — Шевченко Тарас Григорович, український світоч (*1814).